# Simancas
Simancas és un municipi de la província de Valladolid, a la comunitat autònoma de Castella i Lleó a uns 12 km de la capital provincial i a la riba del Duero. Correspon a la musulmana Shant Mankash. El seu castell tenia els arxius de la corona castellana, amb especial rellevància els dels segles XVI i XVII.

## Història
La zona va tenir alguna població romana i visigoda però va quedar despoblada amb la invasió àrab. Fou repoblada per Alfons III junt amb Zamora, Toro, i Dueñas, vers els darrers anys del segle IX. El 939 Abd al-Rahman III va fer una expedició contra Zamora i davant de Simancas va patir segons els cronistes castellans una seriosa derrota (8 i 9 d'agost de 939); en la retirada fou altra vegada derrotat en la batalla d'Alhandega (al-Khandak). La derrota a la batalla de Simancas fou atribuïda a la traïció d'alguns oficials cordovesos i a la tornada a Còrdova uns 300 oficials foren executats (crucificats).
Almansor va conquerir Simancas en la seva divuitena campanya el 983.

## Demografia
| 1991 | 1996 | 2001 | 2004 |
| ---- | ---- | ---- | ---- |
| 1996 | 2900 | 3952 | 4413 |